# Тассу
Тассу́ (каз. Тассу) — упразднённое село в Енбекшильдерском районе Акмолинской области Казахстана. Входило в состав Бирсуатского сельского округа. Упразднено в 2008 году в связи с выездом всех жителей.

## Население
По данным переписи 1989 года население села составляло 313 человек. Национальный состав — казахи.